# Eskonletto (ö i Lappland)
Eskonletto är en ö i Finland.   Den ligger i kommunen Torneå i den ekonomiska regionen  Kemi-Torneå  och landskapet Lappland, i den norra delen av landet, 600 km norr om huvudstaden Helsingfors.
Terrängen på Eskonletto är varierad.